# Ocieszów
Ocieszów (deutsch Utschendorf, tschechisch Ostašov) ist ein Ortsteil der Stadt Szczytna (Rückers) im Powiat Kłodzki (Glatz) in der Woiwodschaft Niederschlesien in Polen. Es liegt zwei Kilometer nördlich von Szczytna.

## Geographie
Ocieszów liegt in den südlichen Ausläufern des Heuscheuergebirges.  Nachbarorte sind Batorów (Friedrichsgrund) im Norden, Szczytna im Südosten sowie Dolina (Hermsdorf) und Złotno (Goldbach) im Südwesten.

## Geschichte
Utschendorf wurde erstmals 1477 als „Ostossov“ erwähnt. Es gehörte zur böhmischen Herrschaft Hummel, die von Herzog Heinrich d. Ä. von Münsterberg, der zugleich Graf von Glatz war, im Jahre 1477 in die Grafschaft Glatz eingegliedert wurde. Kirchlich war es der Pfarrei St. Peter und Paul in Reinerz unterstellt. Zusammen mit der Herrschaft Hummel kam es 1561 an den böhmischen Landesherrn, bei dem es auch nach Auflösung der Herrschaft 1595 verblieb. Zusammen mit den Kammerdörfern Hartau und Friedersdorf schenkte der böhmische König Ferdinand IV. 1650 Utschendorf seinem Leibarzt Isaias Sachs, der es mit seiner Herrschaft Rückers verband. Nachdem die Filialkirche von Rückers 1743 zur Pfarrkirche erhoben worden war, wurde Utschendorf zusammen mit Gläsendorf und Harte 1743 von der Reinerzer Pfarrkirche getrennt und der Pfarrkirche in Rückers zugewiesen.
Nach dem Ersten Schlesischen Krieg 1742 und endgültig mit dem Hubertusburger Frieden 1763 kam Utschendorf zusammen mit der Grafschaft Glatz an Preußen. Nach der Neugliederung Preußens gehörte es ab 1815 zur Provinz Schlesien und war ab 1816 dem Landkreis Glatz eingegliedert, mit dem es bis 1945 verbunden blieb. Seit 1874 gehörte die Landgemeinde Utschendorf zum Amtsbezirk Rückers.
Als Folge des Zweiten Weltkriegs fiel Utschendorf 1945 wie fast ganz Schlesien an Polen und wurde in Ocieszów umbenannt. Die deutsche Bevölkerung wurde vertrieben. Die neu angesiedelten Bewohner waren zum Teil Heimatvertriebene aus Ostpolen, das an die Sowjetunion gefallen war. Bis 1974 gehörte Ocieszów zur Woiwodschaft Wrocław (Breslau) und anschließend bis 1998 zur Woiwodschaft Wałbrzych (Waldenburg).